# Lavertezzo Valle
Lavertezzo Valle  je název části obce Lavertezzo, která se v roce 2020 sloučila s dalšími obcemi do obce Verzasca ve švýcarském kantonu Ticino. Lavertezzo Valle se nachází v údolí Valle Verzasca a zahrnuje vesnici Lavertezzo, která byla původně hlavním sídlem stejnojmenné obce. Po sloučení se obec Lavertezzo nyní skládá pouze z bývalé exklávy Riazzino, ale nadále nese název Lavertezzo. 

## Geografie
Kromě hlavní vesnice Lavertezzo patří k Lavertezzo Valle také vesnice Aquino, Rancone a Sambugaro. Bývalá obec Lavertezzo Valle sousedila na severu s Frascem, na severovýchodě s Personicem, na východě s Preonzem, na jihovýchodě s Iragnou, na jihojihovýchodě s Lodrinem, na jihu s Vogornem, na jihojihozápadě s Corippem, na jihozápadě s Avegnem Gordeviem, na západě s Brione (Verzasca) a na severozápadě s exklávou Gerra (Verzasca) v obci Cugnasco-Gerra.

## Historie
Vesnice Lavertezzo v údolí Valle Verzasca byla poprvé zmíněna v roce 1327 pod dřívějším názvem Laverteze. V roce 1913 byla v obci nalezena bronzová sekera. Ve středověku Lavertezzo, stejně jako Squadra, pravděpodobně patřilo k rozsáhlé vicinii Verzasca. Obyvatelstvo se pohybovalo mezi Lavertezzem a oblastí Terricciuole, která spadala pod společnou jurisdikci Locarna, Minusio a obce Mergoscia. V roce 1920 byla část Terricciuole připojena k Lavertezzu, dnešnímu Riazzinu. Dne 18. října 2020 bylo Lavertezzo Valle převedeno do nově vzniklé obce Verzasca.